# Palermo (Dakota del Norte)
Palermo es una ciudad ubicada en el condado de Mountrail en el estado estadounidense de Dakota del Norte. En el censo de 2010 tenía una población de 74 habitantes y una densidad poblacional de 12,94 personas por km².

## Geografía
Palermo se encuentra ubicada en las coordenadas 48°20′18″N 102°13′45″O / 48.33833, -102.22917. Según la Oficina del Censo de los Estados Unidos, Palermo tiene una superficie total de 5.72 km², de la cual 5.71 km² corresponden a tierra firme y (0.14%) 0.01 km² es agua.

## Demografía
Según el censo de 2010, había 74 personas residiendo en Palermo. La densidad de población era de 12,94 hab./km². De los 74 habitantes, Palermo estaba compuesto por el 95.95% blancos, el 1.35% eran afroamericanos, el 1.35% eran amerindios, el 0% eran asiáticos, el 0% eran isleños del Pacífico, el 0% eran de otras razas y el 1.35% pertenecían a dos o más razas. Del total de la población el 1.35% eran hispanos o latinos de cualquier raza.